# Pholiota formosa
Pholiota formosa är en svampart som beskrevs av Speg. 1926. Pholiota formosa ingår i släktet tofsskivlingar och familjen Strophariaceae.   Inga underarter finns listade i Catalogue of Life.